# Копаліані Георгій Миколайович
Копаліа́ні Гео́ргій Микола́йович (нар. 7 березня 1994, Київ, Україна) — український футболіст грузинського походження, що виступає на позиції голкіпера. Вихованець ФК «Арсенал» (Київ).
Виступає за аматорську «Софію», що грає у чемпіонаті Київської області.